# ماثياس يورغنسن (لاعب كرة قدم)
ماثياس يورغنسن (بالدنماركية: Mathias Jørgensen) هو لاعب كرة قدم دنماركي في مركزي الهجوم والوسط، ولد في 20 سبتمبر 2000 في أودنسه في الدنمارك. لعب مع نادي أودنسه ونيو يورك ريد بولز 2.

## وصلات خارجية
- ماثياس يورغنسن (لاعب كرة قدم) على موقع الدوري الأمريكي (الإنجليزية)
- ماثياس يورغنسن (لاعب كرة قدم) على موقع قاعدة بيانات كرة القدم.إي يو (الإنجليزية)
- ماثياس يورغنسن (لاعب كرة قدم) على موقع Soccerway.com (الإنجليزية)
- ماثياس يورغنسن (لاعب كرة قدم) على موقع عالم كرة القدم.نت (الإنجليزية)